# Кендра Занотто
Кендра Занотто (англ. Kendra Zanotto, 30 жовтня 1981) — американська синхронна плавчиня.
Призерка Олімпійських Ігор 2004 року.